# Xã Sioux Trail, Quận Divide, Bắc Dakota
Xã Sioux Trail (tiếng Anh: Sioux Trail Township) là một xã thuộc quận Divide, tiểu bang Bắc Dakota, Hoa Kỳ. Năm 2010, dân số của xã này là 25 người.